# Myrmecaelurus subcostalis
Myrmecaelurus subcostalis is een insect uit de familie van de mierenleeuwen (Myrmeleontidae), die tot de orde netvleugeligen (Neuroptera) behoort. 
Myrmecaelurus subcostalis is voor het eerst wetenschappelijk beschreven door Navás in 1914.